# Démographie de l'Aveyron
La démographie de l'Aveyron est caractérisée par une faible densité et une population en stagnation depuis les années 1980.
Avec ses 279 736 habitants en 2022, le département français de l'Aveyron se situe en 77e position sur le plan national.
En six ans, de 2015 à 2021, sa population s'est accrue de près de 500 unités, c'est-à-dire de plus ou moins 80 personnes par an. Mais cette variation est différenciée selon les 285 communes que comporte le département.
La densité de population de l'Aveyron, 32 habitants par kilomètre carré en 2022, est trois fois inférieure à celle de la France entière qui est de 107,1 hab./km2 pour la même année.

## Évolution démographique du département de l'Aveyron
La fin du XIXe siècle a connu un pic de peuplement : 415 826 habitants en 1886, mais depuis – et notamment à la suite de la guerre de 1914-1918 et de l'exode rural – le département a perdu de très nombreux habitants. On évalue à 320 000 le nombre d'aveyronnais d'origine dans la région parisienne. Une petite communauté aveyronnaise s'est également installée à Pigüé en Argentine.
En 2022, le département comptait 279 736 habitants, en évolution de +0,37 % par rapport à 2016 (France hors Mayotte : +2,11 %).
| 1791    | 1801    | 1806    | 1821    | 1826    | 1831    | 1836    | 1841    | 1846    |
| ------- | ------- | ------- | ------- | ------- | ------- | ------- | ------- | ------- |
| 371 835 | 318 340 | 331 921 | 339 422 | 350 014 | 359 056 | 370 951 | 375 083 | 389 121 |

| 1851    | 1856    | 1861    | 1866    | 1872    | 1876    | 1881    | 1886    | 1891    |
| ------- | ------- | ------- | ------- | ------- | ------- | ------- | ------- | ------- |
| 394 183 | 393 890 | 396 025 | 400 070 | 402 474 | 413 826 | 415 075 | 415 826 | 400 467 |

| 1896    | 1901    | 1906    | 1911    | 1921    | 1926    | 1931    | 1936    | 1946    |
| ------- | ------- | ------- | ------- | ------- | ------- | ------- | ------- | ------- |
| 389 464 | 382 074 | 377 299 | 369 448 | 332 940 | 328 886 | 323 782 | 314 682 | 307 717 |

| 1954    | 1962    | 1968    | 1975    | 1982    | 1990    | 1999    | 2006    | 2011    |
| ------- | ------- | ------- | ------- | ------- | ------- | ------- | ------- | ------- |
| 292 727 | 290 489 | 281 568 | 278 306 | 278 654 | 270 141 | 263 808 | 273 377 | 275 813 |

| 2016    | 2021    | 2022    | - | - | - | - | - | - |
| ------- | ------- | ------- | - | - | - | - | - | - |
| 278 697 | 279 649 | 279 736 | - | - | - | - | - | - |

## Population par divisions administratives

### Arrondissements
Le département de l'Aveyron comporte trois arrondissements. La population se concentre principalement sur l'arrondissement de Rodez, qui recense 40 % de la population totale du département en 2022, avec une densité de 39,3 hab./km2, contre 31 % pour l'arrondissement de Villefranche-de-Rouergue et 28 % pour celui de Millau.
| Arrondissement           | Population(2022) | Variation(2022/2016)                       | Superficie(km2) | Densité(hab./km2) |
| ------------------------ | ---------------- | ------------------------------------------ | --------------- | ----------------- |
| Rodez                    | 112 791          | en évolution de +1,45 % par rapport à 2016 | 2 869,7         | 39,3              |
| Villefranche-de-Rouergue | 87 266           | en évolution de −1,03 % par rapport à 2016 | 2 123,7         | 41,1              |
| Millau                   | 79 679           | en évolution de +0,42 % par rapport à 2016 | 3 741,7         | 21,3              |
| Source : Insee.          |                  |                                            |                 |                   |

### Communes de plus de5 000 habitants
Sur les 285 communes que comprend le département de l'Aveyron, 26 ont en 2021 une population municipale supérieure à 2 000 habitants, sept ont plus de 5 000 habitants et quatre ont plus de 10 000 habitants : Rodez, Millau, Onet-le-Château et Villefranche-de-Rouergue.
Les évolutions respectives des communes de plus de 5 000 habitants sont présentées dans le tableau ci-après.
| Commune                  | Population(2022) | Variation(2022/2016)                       | Superficie(km2) | Densité(hab./km2) |
| ------------------------ | ---------------- | ------------------------------------------ | --------------- | ----------------- |
| Rodez                    | 24 136           | en évolution de +1,67 % par rapport à 2016 | 11,18           | 2 158,9           |
| Millau                   | 21 859           | en évolution de −1,54 % par rapport à 2016 | 168,23          | 129,9             |
| Onet-le-Château          | 12 062           | en évolution de +0,75 % par rapport à 2016 | 40,2            | 300               |
| Villefranche-de-Rouergue | 11 502           | en évolution de −3,3 % par rapport à 2016  | 45,85           | 250,9             |
| Saint-Affrique           | 7 924            | en évolution de −2,71 % par rapport à 2016 | 110,96          | 71,4              |
| Luc-la-Primaube          | 6 054            | en évolution de +1,97 % par rapport à 2016 | 26,85           | 225,5             |
| Decazeville              | 5 025            | en évolution de −6,16 % par rapport à 2016 | 13,88           | 362               |
| Source : Insee.          |                  |                                            |                 |                   |

## Structures des variations de population

### Soldes naturels et migratoires sur la période 1968-2021
La variation moyenne annuelle est en hausse depuis les années 1970, passant de −0,2 à 0 %.
Le solde naturel annuel qui est la différence entre le nombre de naissances et le nombre de décès enregistrés au cours d'une même année, a baissé, passant de −0 à −0,4 %. La baisse du taux de natalité, qui passe de 13 à 8,2 ‰, n'est pas compensée par une baisse plus faible du taux de mortalité, qui parallèlement passe de 13 à 12,6 ‰.
Le flux migratoire devient positif sur la période courant de 1968 à 2021. Il passe de −0,2 0.4%. 
| Indicateurs démographiques                       | 1968 à1975 | 1975 à1982 | 1982 à1990 | 1990 à1999 | 1999 à2010 | 2010 à2015 | 2015 à2021 |
| ------------------------------------------------ | ---------- | ---------- | ---------- | ---------- | ---------- | ---------- | ---------- |
| Variation annuelle moyenne de la population en % | -0,2       | 0,0        | -0,4       | -0,3       | 0,4        | 0,2        | 0,0        |
| - due au solde naturel en %                      | -0,0       | -0,1       | -0,2       | -0,3       | -0,2       | -0,3       | -0,4       |
| - due au solde apparent des entrées sorties en % | -0,2       | 0,2        | -0,1       | 0,0        | 0,6        | 0,4        | 0,5        |
| Taux de natalité en ‰                            | 13,0       | 11,3       | 10,0       | 9,3        | 9,9        | 9,4        | 8,2        |
| Taux de mortalité en ‰                           | 13,0       | 12,7       | 12,4       | 12,3       | 12,0       | 12,1       | 12,6       |
| Source : Insee.                                  |            |            |            |            |            |            |            |

### Mouvements naturels sur la période 2014-2022
En 2014, 2 555 naissances ont été dénombrées contre 3 267 décès. Le nombre annuel des naissances a diminué depuis cette date, passant à 2 109 en 2022, indépendamment à une augmentation, mais relativement faible, du nombre de décès, avec 3 840 en 2022. Le solde naturel est ainsi négatif et diminue, passant de -712 à −1 731.
Pour des raisons techniques, il est temporairement impossible d'afficher le graphique qui aurait dû être présenté ici.

## Densité de population
La densité de population est en stagnation depuis 1968, en cohérence avec la stabilité de la population.
En 2021, la densité était de 32,0 hab./km2.
| 1968 |  | 32.2 |  |

| 1975 |  | 31.9 |  |

| 1982 |  | 31.9 |  |

| 1990 |  | 30.9 |  |

| 1999 |  | 30.2 |  |

| 2010 |  | 31.7 |  |

| 2015 |  | 32.0 |  |

| 2021 |  | 32.0 |  |

## Répartition par sexes et tranches d'âges
La population du département est plus âgée qu'au niveau national.
En 2021, le taux de personnes d'un âge inférieur à 30 ans s'élève à 28,3 %, soit en dessous de la moyenne nationale (35,1 %). À l'inverse, le taux de personnes d'âge supérieur à 60 ans est de 35,3 % la même année, alors qu'il est de 26,6 % au niveau national.
En 2021, le département comptait 138 057 hommes pour 141 592 femmes, soit un taux de 50,63 % de femmes, légèrement inférieur au taux national (51,61 %).
Les pyramides des âges du département et de la France s'établissent comme suit.
| Hommes | Classe d’âge | Femmes |
| ------ | ------------ | ------ |
| 1,3    | 90 ou +      | 3      |
| 10,3   | 75-89 ans    | 13,5   |
| 21,3   | 60-74 ans    | 21,3   |
| 20,8   | 45-59 ans    | 20,1   |
| 16,4   | 30-44 ans    | 15,7   |
| 14,8   | 15-29 ans    | 12,2   |
| 15,3   | 0-14 ans     | 14,3   |

| Hommes | Classe d’âge | Femmes |
| ------ | ------------ | ------ |
| 0,7    | 90 ou +      | 1,9    |
| 7,0    | 75-89 ans    | 9,5    |
| 16,6   | 60-74 ans    | 17,5   |
| 20,0   | 45-59 ans    | 19,5   |
| 18,8   | 30-44 ans    | 18,3   |
| 18,3   | 15-29 ans    | 16,7   |
| 18,6   | 0-14 ans     | 16,7   |

## Répartition par catégories socioprofessionnelles
La catégorie socioprofessionnelle des retraités est surreprésentée par rapport au niveau national. Avec 35,5 % en 2021, elle est 8,7 points au-dessus du taux national (26,8 %). La catégorie socioprofessionnelle des cadres et professions intellectuelles supérieures est quant à elle sous-représentée par rapport au niveau national. Avec 5,2 % en 2021, elle est 4,9 points en dessous du taux national (10,1 %).
| Catégorie socioprofessionnelle                    | 2015    | 2015 | 2021    | 2021 | Détails de l'année 2021 | Détails de l'année 2021 | Détails de l'année 2021            | Détails de l'année 2021            | Détails de l'année 2021            |
| Catégorie socioprofessionnelle                    | Nb      | %    | Nb      | %    | Hommes                  | Femmes                  | Part en % de la population âgée de | Part en % de la population âgée de | Part en % de la population âgée de |
| Catégorie socioprofessionnelle                    | Nb      | %    | Nb      | %    | Hommes                  | Femmes                  | 15 à 24 ans                        | 25 à 54 ans                        | 55 ans ou +                        |
| ------------------------------------------------- | ------- | ---- | ------- | ---- | ----------------------- | ----------------------- | ---------------------------------- | ---------------------------------- | ---------------------------------- |
| Agriculteurs exploitants                          | 9 757   | 4,1  | 8 974   | 3,8  | 6 347                   | 2 628                   | 0,6                                | 5,9                                | 2,8                                |
| Artisans, commerçants, chefs d'entreprise         | 10 927  | 4,6  | 11 167  | 4,7  | 8 044                   | 3 124                   | 0,9                                | 8,3                                | 2,7                                |
| Cadres et professions intellectuelles supérieures | 10 716  | 4,6  | 12 353  | 5,2  | 6 756                   | 5 596                   | 1,1                                | 9,8                                | 2,5                                |
| Professions intermédiaires                        | 27 837  | 11,8 | 29 163  | 12,3 | 13 248                  | 15 916                  | 8,6                                | 23,6                               | 4,2                                |
| Employés                                          | 35 119  | 14,9 | 33 865  | 14,2 | 7 617                   | 26 247                  | 13,9                               | 24,8                               | 6,0                                |
| Ouvriers                                          | 28 577  | 12,2 | 27 293  | 11,5 | 22 236                  | 5 057                   | 17,8                               | 19,5                               | 3,8                                |
| Retraités                                         | 85 088  | 36,2 | 84 516  | 35,5 | 40 050                  | 44 466                  | 0,0                                | 0,2                                | 70,9                               |
| Autres personnes sans activité professionnelle    | 27 105  | 11,5 | 30 708  | 12,9 | 12 884                  | 17 825                  | 57,1                               | 8,0                                | 7,1                                |
| Ensemble                                          | 235 127 | 100  | 238 040 | 100  | 117 181                 | 120 859                 | 100                                | 100                                | 100                                |
| Sources : Insee,.                                 |         |      |         |      |                         |                         |                                    |                                    |                                    |